# Germania Socialista
Germania Socialista (en catalan ; « Confrérie » ou « Fraternité socialiste » ; en sigle GS) est un groupe politique valencien marxiste révolutionnaire, fémininiste, écologiste et valencianiste fondé en 1970 dans la clandestinité, héritier du Partit Socialista Valencià.
Son fondateur et sa principale figure est Josep Vicent Marquès, auteur du manifeste programmatique du groupe, intitulé Per què com a marxistes som valencianistes, (« Pourquoi en tant que marxistes nous sommes valencianistes »).
Parmi ses membres figuraient Celia Amorós, Gustau Muñoz et Damià Mollà (es).
Comme le Partit Socialista del País Valencià, il était principalement implanté dans les secteurs antifranquistes de l'université de Valence.
GS considère les Valenciens comme un peuple pouvant revendiquer le droit à l'autodétermination, sans toutefois estimer qu'il satisfaisait pas aux exigences historiques pour être considéré comme une nation.
En 1977, le groupe intègre le Movimiento de Liberación Comunista/Moviment d'Alliberament Comunista (« Mouvement de libération communiste » en castillan et en catalan ; MLC-MAC) ; les anciens membres de GS mettent fin à leur activité à l'automne 1978.